# Joachim Sudria
Joachim Sudria (Perpinyà, 11 d'octubre del 1875 - París, 15 de març del 1950) va ser un enginyer i professor francès, fundador i primer director de la prestigiosa École Spéciale de Mécanique et d'Electricité (1905).
Descendent de sud-catalans (el seu pare, Joaquim Sudria -Sudrià?-, era de Llers (Empordà); la seva mare es deia Anna Sardà) Sudria estudià enginyeria a la prestigiosa École Polytechnique de París, i després de titular-s'hi el 1896 entrà a l'exèrcit, amb grau de tinent el 1898. Estigué a l'Escola d'Artilleria entre els anys 1898-1900, quan hagué de deixar-la per un accident professional. També obtingué el títol d'enginyeria per l'École supérieure d'électricité. Es dedicà a l'ensenyament privat i, vista l'anomenada que aconseguí entre els alumnes que, amb èxit, preparava per accedir a alguna de les Grandes écoles, el 1905 va decidir fundar a París l'École Spéciale de Mécanique et d'Electricité, que oferia un curs superior de dos anys. Atesa la pròpia experiència personal, fent la carrera amb beques estatals, en Sudria promogué que la nova escola s'adaptés a les necessitats i dificultats dels alumnes. Serví durant la primera Guerra Mundial amb el grau de capità d'artilleria, com a cap de verificació de la fàbrica d'armament de Puteaux. Posteriorment va ser professor a l'Escola Pràctica d'Electricitat Industrial i a l'Escola Especial de Treballs Públics.
El 1926 es doctorà en matemàtiques a la Facultat de Ciències de París amb una tesi sobre la teoria de l'acció euclidiana. Sense deixar la direcció de l'ESME, va ser professor de Mecànica Racional a la Facultat Lliure de Ciències (1928-1946). Es jubilà de la direcció de l'Escola el 1950 i en nomenà successor el seu gendre Pierre Doceul. Morí poc després, i les seves restes descansen al cementiri de l'Oest de Perpinyà.
Va ser distingit amb els graus de cavaller (1923) i d'oficial (1949) de la Legió d'Honor francesa i, en homenatge, hom redenominà l'escola per ell fundada com a "ESME Sudria".

## Obres
- Les unitès èlectriques, exposé critique à l'usage des élèves des écoles techniques et des candidats à la licence èn sciences.  París: Vuibert, 1932.
- L'action euclidienne de déformation et de mouvement.  París: Gauthier-Villars, 1935.
- «Sur la dérivée relative d'un vecteur, application au théorème de Coriolis». Nouvelles annales de mathématiques, journal des candidats aux écoles polytechnique et normale, Sér. 5, 2, 1923, pàg. 265-267.
- «Sur le mouvement d'une figure plane dans son plan». Nouvelles annales de mathématiques, journal des candidats aux écoles polytechnique et normale, Sér. 5, 2, 1923, pàg. 25-27.
- «Contribution à la théorie de l'action euclidienne». Annales de la Faculté des sciences de Toulouse : Mathématiques, Sér. 3, 17, 1925, pàg. 63-152.
- «Sur un théorème de calcul vectoriel et ses applications». Nouvelles annales de mathématiques, journal des candidats aux écoles polytechnique et normale, Sér. 6, 1, 1925, pàg. 298-300.